# Црвена црква
Црвена црква је средњовековна црква која се налази у близини села Вулгарели, 56 км североисточно од Арте, на јужној падини планине Џумерка. 
Црква је архитектонски идентична са Богородице Перивлепта у Охриду, што индиректно указује да су их градили исти мајстори.

## Види jош
- Црна црква